# Lijst van burgemeesters van Ulrum
Dit is een lijst van burgemeesters van de voormalige Nederlandse gemeente Ulrum in de provincie Groningen. Per 1 januari 1990 werden de gemeenten Eenrum, Kloosterburen, Leens en Ulrum samengevoegd tot de nieuwe gemeente De Marne (de eerste twee jaar heette de fusiegemeente nog gemeente Ulrum).
| Ambtsperiode | Naam burgemeester           | Partij of stroming | Bijzonderheden |
| ------------ | --------------------------- | ------------------ | --- |
| 1811 - 1812  | Roelf Mulder                |                    | maire |
| 1812 - 1823  | Hendrik Everts Noordhuis    |                    | |
| 1823 - 1825  | Jannes Jans Bazuin          |                    | |
| 1825 - 1831  | Gijsbertus van der Leij     |                    | |
| 1832 - 1846  | Harmannus Bazuin            |                    | ovl. 11 oktober 1854 |
| 1846 - 1870  | mr. Wolther Wolthers        |                    | was burgemeester van Kloosterburen, tevens burgemeester van Leens; ovl. 21 augustus 1870                                                                       |
| 1870 - 1891  | Lammert Helprigs Dijkhuis   | Liberaal           | sinds 1888 lid van Provinciale Staten van Groningen; werd 1891 lid van Gedeputeerde Staten van Groningen tot 1913. Ridder in de Orde van de Nederlandse Leeuw. |
| 1891 - 1915  | Jan van Julsingha           |                    | was gemeentesecretaris van Ulrum |
| 1915 - 1944  | Willem Hendrik Hartevelt    |                    | |
| 1944 - 1945  | J.J. Dijkhuis               | NSB                | |
| 1945 - 1946  | Willem Hendrik Hartevelt    |                    | |
| 1946 - 1960  | Huibert Ottevanger          |                    | werd burgemeester van Kollumerland en Nieuwkruisland |
| 1960 - 1965  | Ruurd (R.) Faber            | ARP                | tevens waarnemend burgemeester van Leens. |
| 1965 - 1975  | Hans (D.J.) Krajenbrink     | ARP                | werd burgemeester van Enkhuizen. |
| 1975 - 1988  | mr. Cees (C.) van der Vliet | ARP / CDA          | werd burgemeester van Valburg |
| 1988 - 1989  | Berend (B.) van der Wal     | CDA                | waarnemend burgemeester |